# 3-Stunden-Rennen von Monza 1963, 2. Rennen

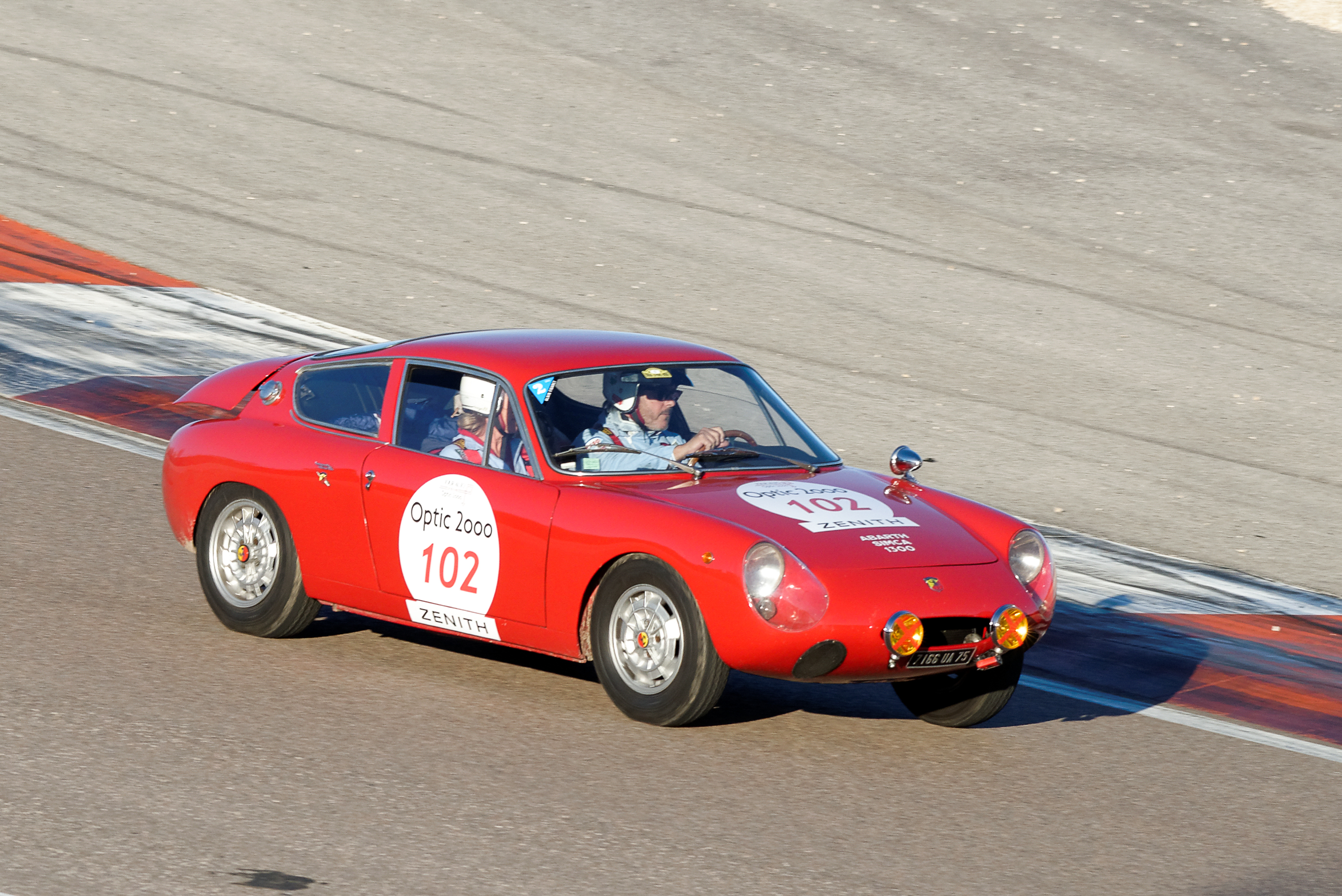
Abarth-Simca 1300 Bialbero

Die 14.Coppa Inter-Europa, das 3-Stunden-Rennen von Monza für GT-Fahrzeuge bis 2-Liter-Hubraum, auch XIV. Coppa Inter-Europa, 3 Hours, Monza, wurde am 8. September 1963 auf dem Autodromo Nazionale Monza ausgefahren und war der 19. Wertungslauf der Sportwagen-Weltmeisterschaft dieses Jahres.

## Das Rennen
Zum zweiten Mal in diesem Jahr fand auf der Rennstrecke von Monza ein 3-Stunden-Rennen für GT-Fahrzeuge satt, dass  zur Sportwagen-Weltmeisterschaft 1963 zählte. Gemeldet waren Wagen bis zu einem maximalen Hubraum von 2 Liter. Die Veranstaltung endete mit einem Dreifachsieg der Werks-Abarth-Simca 1300 Bialbero. Tommy Spychiger siegte vor seinen Teamkollegen Mauro Bianchi und Giampiero Biscaldi.

## Ergebnisse

### Schlussklassement
| 1           | GT 1.3 | 16 | Abarth        | Tommy Spychiger      | Abarth-Simca 1300 Bialbero   | 87 |
| 2           | GT 1.3 | 15 | Abarth        | Mauro Bianchi        | Abarth-Simca 1300 Bialbero   | 87 |
| 3           | GT 1.3 | 14 | Abarth        | Giampiero Biscaldi   | Abarth-Simca 1300 Bialbero   | 84 |
| 4           | GT 1.3 | 21 |               | Pierre de Siebenthal | Lotus Elite                  | 83 |
| 5           | GT 1.3 | 12 |               | Silvio Moser         | Alfa Romeo Giulietta SZ      | 83 |
| 6           | GT 1.3 | 20 |               | Ildefonso Torriani   | Alfa Romeo Giulietta SZ      | 83 |
| 7           | GT 1.6 | 24 |               | Ernesto Prinoth      | Alfa Romeo Giulia TI Super   | 81 |
| 8           | GT 1.6 | 23 |               | Roberto Bussinello   | Alfa Romeo Giulia TI Super   | 81 |
| 9           | GT 1.3 |    |               | Romano Perdomi       | Abarth-Simca 1300 Bialbero   | 80 |
| 10          | GT 1.3 | 11 |               | Roberto Dolfi        | Alfa Romeo Giulietta SZ      | 80 |
| 11          | GT 1.6 | 25 |               | Alessandro Arcioni   | Alfa Romeo Giulia TI Super   | 79 |
| 12          | GT 1.3 | 5  |               | Arturo Merzario      | Alfa Romeo Giulietta SZ      | 79 |
| 13          | GT 1.3 | 9  |               | Pierre Scaramiglia   | Alfa Romeo Giulietta SZ      | 77 |
| 14          | GT 1.3 | 1  |               | Giuseppe Dalla Torre | Abarth-Simca 1300 Bialbero   | 75 |
| Ausgefallen |        |    |               |                      |                              |    |
| 15          | GT 1.3 | 3  |               | Pietro Corbellini    | Alfa Romeo Giulietta SZ      | 63 |
| 16          | GT 1.3 | 19 |               | Guido Rava           | Abarth-Simca 1300 Bialbero   | 58 |
| 17          | GT 1.3 | 19 |               | Secondo Ridolfi      | Abarth-Simca 1300 Bialbero   | 55 |
| 18          | GT 1.3 |    |               | Domenico Lo Coco     | Alfa Romeo Giulietta SZ      | 52 |
| 19          | GT 1.3 | 8  |               | Giuseppe Picciotto   | Alfa Romeo Giulietta SZ      | 34 |
| 20          | GT 1.6 | 26 |               | Hermann Dorner       | Porsche 356B 1600 GS Carrera | 6  |
| 21          | GT 1.6 | 22 |               | Piero Bagnasacco     | Porsche 356B Super 90        | 2  |
| 22          | GT 2.0 | 28 | Paolo Bianchi | Paolo Bianchi        | Porsche 356B 2000 GS Carrera | 2  |

### Nur in der Meldeliste
Hier finden sich Teams, Fahrer und Fahrzeuge, die ursprünglich für das Rennen gemeldet waren, aber aus den unterschiedlichsten Gründen daran nicht teilnahmen.
| Pos. | Klasse | Nr. | Team | Fahrer              | Chassis                         |
| ---- | ------ | --- | ---- | ------------------- | ------------------------------- |
| 23   | GT 1.3 | 2   |      | Umberto Porcu       | Lancia Appia                    |
| 24   | GT 1.3 | 6   |      | Vitale Giroldi      | Abarth-Simca 1300 Bialbero      |
| 25   | GT 1.3 | 6   |      | Romano Ramonio      | Abarth-Simca 1300 Bialbero      |
| 26   | GT 1.3 | 10  |      | Carlo Cremascoli    | Alfa Romeo Giulietta SZ         |
| 27   | GT 1.3 | 18  |      | Ottorino Volonterio | Alfa Romeo Giulietta SZ         |
| 28   | GT 2.0 | 18  |      | Franco Lisitano     | Fiat 8V                         |
| 29   | GT 2.0 | 29  |      | Ben Pon             | Porsche 356B Carrera Abarth GTL |

### Klassensieger
| Klasse | Fahrer                  | Fahrzeug                   | Platzierung im Gesamtklassement |
| ------ | ----------------------- | -------------------------- | ------------------------------- |
| GT 2.0 | kein Teilnehmer im Ziel |                            |                                 |
| GT 1.6 | Ernesto Pinroth         | Alfa Romeo Giulia TI Super | Rang 7                          |
| GT 1.3 | Tommy Spychiger         | Abarth-Simca 1300 Bialbero | Gesamtsieg                      |

### Renndaten
- Gemeldet: 29
- Gestartet: 22
- Gewertet: 14
- Rennklassen: 3
- Zuschauer: unbekannt
- Wetter am Renntag: warm und trocken
- Streckenlänge: 5,750 km
- Fahrzeit des Siegerteams: 3:00:00,000 Stunden
- Gesamtrunden des Siegerteams: 87
- Gesamtdistanz des Siegerteams: 499,590 km
- Siegerschnitt: 166,530 km/h
- Pole Position: unbekannt
- Schnellste Rennrunde: Mauro Bianchi – Abarth-Simca 1300 Bialbero (#15) – 1:58,100 = 175,275 km/h
- Rennserie: 19. Lauf zur Sportwagen-Weltmeisterschaft 1963